# کابوی‌های لنینگراد با موسی ملاقات می‌کنند
کابوی‌های لنینگراد با موسی ملاقات می‌کنند (انگلیسی: Leningrad Cowboys Meet Moses) فیلمی محصول سال ۱۹۹۴ به کارگردانی آکی کائوریسماکی است. این فیلم دنباله فیلم محبوب سال ۱۹۸۹ با عنوان «کابوی‌های لنین‌گراد به آمریکا می‌روند» است که گروه راک خیالی روسی لنینگراد کابویز را معرفی کرد که متعاقباً به یک گروه راک واقعی قابل توجه در فنلاند تبدیل شد.

## داستان
این گروه که داستان «کابوی‌های لنین‌گراد به آمریکا می‌روند» را ادامه می‌دهد، پس از قرار گرفتن در جدول ده آهنگ برتر در مکزیک، در آنجا مستقر شده است. با این حال، بسیاری از اعضای گروه به الکل معتاد می‌شوند و بیشتر روز خود را صرف نوشیدن تکیلا می‌کنند. طولی نکشید که بیش از نیمی از اعضای گروه بر اثر نوشیدن بیش از حد جان باختند. در این میان، پنج عضو بازمانده و مدیر برنامه آنها، ایگور، به تابعیت مکزیکی درآمده‌اند، با سبیل و لباس‌های مکزیکی.
گروه موسیقی که از شانس بدشانسی آورده بودند و تمرین نداشتند، تلگرافی ناشناس دریافت کردند که از آنها دعوت می‌کرد در هتلی در کنی آیلند در نیویورک اجرا کنند. وقتی به آنجا رسیدند، با مدیر سابقشان، ولادیمیر، که ادعا می‌کرد تولد دوباره است و اکنون خود را موسی می‌نامد، دوباره متحد شدند. موسی گروه را در اتاق خود جمع می‌کند و برای سفری بازگشت به «سرزمین موعود» (سیبری) برنامه‌ریزی می‌کند، به دلایلی که بعداً توضیح داده خواهد شد. چهار عضو گروه یک قایق موقت را برای اولین مرحله سفر آماده می‌کنند؛ نفر پنجم - پسرعمویی که در تگزاس با او آشنا شده بودند - تصمیم می‌گیرد بماند. موسی روی بال هواپیما پنهان می‌شود و بینی مجسمه آزادی را به عنوان یادگاری با خود می‌برد. بینی دزدیده شده توجه جانسون، یک مأمور سیا را به خود جلب می‌کند.
موسی از هواپیما می‌افتد و در ساحل با گروه ملاقات می‌کند. چند نفر از دوستان و اقوام از سیبری - اعضای جدید گروه - با یک اتوبوس کرایه‌ای برای سوار کردن آنها می‌آیند. از آنجا که روبل‌هایشان ارزشی ندارد، موسی برای گرفتن پول در طول سفر به سمت شرق، برای اجرای برنامه‌های گروه به آنجا می‌رود. جانسون در هتلی در آمیان به آنها می‌رسد و با وانمود کردن به تهیه‌کننده موسیقی، حواس آنها را با پول پرت می‌کند تا در هتل برنامه اجرا کنند، در حالی که خودش می‌رود تا دماغه را پس بگیرد. با این حال، ایگور او را دستگیر و بیهوش می‌کند. روز بعد، موسی از هویت واقعی جانسون مطلع می‌شود و گلوله‌های اسلحه‌اش را مصادره می‌کند. گروه او را تا آخر سفر با خود می‌برد، اما مطمئن نیستند که با او چه کنند.
در فرانکفورت، یک متصدی پمپ بنزین، موسی را از روی یک پوستر «تحت تعقیب» می‌شناسد و گروه را دستگیر می‌کند. ایگور با کمک برخی از خلافکاران محلی می‌تواند آنها را فراری دهد. گروه قبل از اینکه دوباره راه بیفتند، برای جمعیت کوچکی برنامه اجرا می‌کنند. در لایپزیگ، موسی و یکی از اعضای گروه به ترتیب عباراتی از کتاب مقدس و مانیفست کمونیست را رد و بدل می‌کنند. بعداً، هر دو به دیگران از تولد یک گوساله مقدس در سرزمین مادری‌شان می‌گویند، که دلیل سفرشان به خانه است.
در همین حال، جانسون پس از تلاش برای سوار شدن به اتوبوس بدون مراقب به سمت یک پایگاه ارتش ایالات متحده، تنها می‌ماند و تنها یک کتاب مقدس برایش باقی می‌ماند. او که نمی‌تواند با اسلحه خالی خود را بکشد، کتاب مقدس را باز می‌کند و می‌خواند. او در جمهوری چک دوباره به گروه می‌پیوندد و ادعا می‌کند که دوباره متولد شده است و نام خود را الیاس می‌گذارد. موسی در ازای سیگار از او استقبال می‌کند و بعداً ثابت می‌کند که خواننده خوبی است. در این منطقه، گروه از یک کارخانه تراکتور بازدید می‌کنند و برای یک خانواده محلی اجرا می‌کنند.
در لهستان، هم موسی و هم الیاس نشانه‌هایی از بازگشت به هویت‌های سابق خود را نشان می‌دهند: وقتی یکی از اعضای گروه بیمار می‌شود، موسی ادعا می‌کند که پول کافی برای اجاره بیمارستان ندارند، اما گروه حرف او را باور نمی‌کند. الیاس با اسلحه گروه را تهدید می‌کند که بینی‌اش را رها کنند، اما دوباره بی‌هوش می‌شود. پس از بازی برای پول، گروه، عضو بیمار خود را دم در بیمارستان رها می‌کند. موسی، در تلاش برای جلب اعتماد دوباره گروه، برای کسب درآمد به سالن بیلیارد هتل می‌رود و آنقدر درآمد دارد که صبح روز بعد هزینه بیمارستان را به طور کامل پرداخت کند.
در مرز روسیه، موسی اظهار می‌کند که طبق کتاب مقدس، هرگز سرزمین موعود را نمی‌بیند. او بار دیگر در نقش ولادیمیر، بطری‌های خالی را به عنوان حواس‌پرتی به اداره گمرک تحویل می‌دهد در حالی که دیگران مخفیانه با اتوبوس از مرز عبور می‌کنند. سرانجام در خانه، گروه برای گوساله تازه متولد شده هدایایی می‌گذارند. آن شب مهمانی‌ای برای جشن بازگشت آنها برگزار می‌شود. الیاس با بینی تنها می‌ماند.

## بازیگران و شخصیت‌ها
- لنینگراد کابویز – خودشان
- متی پلونپا – موسی/ولادیمیر
- کاری وانانن – ایگور، مدیر راه لال
- آندره ویلم – لازار/جانسون/الیجا، مامور سیا
- نیکی تسکو – پسرعموی آمریکایی
- آکی کوریسماکی - کارگر کارخانه (در عنوان‌بندی ذکر نشده است حضور افتخاری)